# Planet majmuna: Revolucija (2014.)
Planet majmuna: Revolucija (eng. Dawn of the Planet of the Apes) je američki znanstveno-fantastični film iz 2014. godine koji je režirao Matt Reeves, a za koji su scenarij napisali Mark Bomback, Rick Jaffa i Amanda Silver. U filmu su glavne uloge ostvarili Andy Serkis, Jason Clarke, Gary Oldman, Keri Russell, Toby Kebbell, Kodi Smit-McPhee i Kirk Acevedo. Radi se o direktnom nastavku filma Planet majmuna: Postanak iz 2011. godine kojim je kompanija 20th Century Fox započela novi filmski serijal u svojoj franšizi Planet majmuna. Radnja filma Planet majmuna: Revolucija smještena je deset godina nakon događaja iz prethodnog nastavka, a prati grupu znanstvenika u San Franciscu koji pokušavaju preživjeti postapokaliptičnu kugu koja je pokosila gotovo cjelokupno čovječanstvo; istovremeno Cezar pokušava održati dominantni položaj u svojoj zajednici inteligentnih majmuna.
Film Planet majmuna: Revolucija u svoju službenu kinodistribuciju u SAD-u i Kanadi krenuo je 11. srpnja 2014. godine, dok se u Hrvatskoj započeo prikazivati tjedan dana kasnije - 17. srpnja. Film je dobio izrazite pohvale kritičara uz posebni naglasak na specijalne efekte, priču, režiju, glumu i emotivnu dubinu likova. Također je postao box-office hit sveukupno zaradivši preko 708 milijuna dolara na kinoblagajnama diljem svijeta. Nominiran je za prestižnu nagradu Oscar u kategoriji najboljih specijalnih efekata. U siječnju 2015. godine kompanija 20th Century Fox najavila je treći nastavak novog serijala u franšizi koji bi se u kinima trebao započeti prikazivati u srpnju 2017. godine.

## Radnja
Deset godina nakon pandemije smrtonosnog virusa ALZ-113 ljudska civilizacija gotovo je potpuno uništena nakon ratova, nemira i ekonomskog kolapsa svih država svijeta. Preko 90% čovječanstva pomrlo je od pandemije, a majmuni - čija je inteligencija genetski povećana - započeli su vlastitu civilizaciju.
U ruševinama okolice San Francisca, Cezar predvodi koloniju majmuna koja se nalazi u šumama Muir. Tijekom šetnje kroz šumu, Cezarov sin Plavooki i njegov prijatelj Ash naiđu na čovjeka imena Carver koji u panici pucnjem iz pištolja rani Asha. Carver poziva ostatak ljudi iz skupine u kojoj se nalazi, a koju predvodi Malcolm, dok Plavooki poziva majmune. Cezar naređuje ljudima da odu. Ostatak ljudi u San Franciscu genetski su imuni na virus, a žive u dobro čuvanom, ali nezavršenom tornju unutar grada koji se nalazi u ruševinama. Na nagovor Kobe (bonoba prepunog ožiljaka koji još uvijek zamjera ljudima što su nad njim vršili pokuse) Cezar dolazi s vojskom majmuna do gradskog tornja gdje kaže ljudima da majmuni ne žele rat, ali da će se boriti kako bi zaštitili svoj dom. Zahtijeva od ljudi da ostanu u svom teritoriju te obeća da će majmuni ostati na svojoj strani.
Malcolm uvjerava svog kolegu i vođu ljudi Dreyfusa da mu da tri dana da se pokuša dogovoriti s majmunima da mu omoguće ulaz u hidroelektronsku branu koja se nalazi na njihovom teritoriju, a pomoću koje bi grad dugotrajno mogao imati struju. Dreyfus, koji ne vjeruje majmunima, započne naoružavati preostale preživjele u napuštenoj oružarnici. U međuvremenu Malcolm dolazi do sela majmuna gdje ga zarobljavaju gorile čuvari te donose Cezaru. Nakon napetih pregovora, Cezar dopušta Malcolmu da pokušaju pokrenuti generator na brani ako im predaju oružje. Dok Malcolm, njegova supruga Ellie i sin Alexander rade na brani zbližavaju se s majmunima i nepovjerenje obiju strana polako nestaje sve do trenutka dok Cezarov mali sin slučajno ne otkrije pušku koju je prokrijumčario Carver. Ipak, svi se pomire nakon što Ellie ponudi pomoći Cezarovoj bolesnoj ženi Corneliji s antibioticima. U međuvremenu Koba otkriva oružarnicu i o tome obavještava Cezara, sumnjajući u njegovu odanost majmunima. Kao odgovor na njegove optužbe, Cezar ga istuče, ali se u zadnji trenutak zaustavi kako ga ne bi ubio, jer prema jednom od tri glavna zakona majmuna "majmun ne ubija drugog majmuna". Ljutiti Koba nakon toga vraća se u oružarnicu gdje krade jednu pušku i ubija dvojicu ljudi čuvara. 
Ljudi uz pomoć majmuna uskoro popravljaju branu na taj način vrativši struju u grad. Tijekom proslave Koba koji se u međuvremenu vratio s ukradenom puškom neopažen podmeće požar u selo majmuna te vrši atentat na Cezara ranivši ga u rame zbog čega ovaj pada s glavnog drveta njihove nastambe. U panici zbog gubitka vođe i zbog požara, Koba preuzima vodstvo nad skupinom i nakon što uvjeri ostale da je Carver bio taj koji je ubio Cezara s gotovo svima odlazi u bitku protiv ljudi. Oni uskoro dolaze do San Francisca gdje napadnu toranj. Unatoč teškim gubitcima, majmuni probijaju vrata uz pomoć otetog oklopnog vozila te zarobljavaju gotovo sve ljude (Dreyfus uspijeva pobjeći u podzemlje). Kada Ash odbije postupiti po naređenju Kobe da ubije jednog nenaoružanog čuvara (citirajući Cezara), Koba ga ubija, a sve ostale majmune koji su pokazali odanost Cezaru stavlja u kaveze.
Za to vrijeme Malcolmova skupina koja je uspjela pobjeći od majmuna pronalazi jedva živog Cezara te ga odvode do njegovog bivšeg doma u San Francisco. Cezar otkriva Malcolmu da ga je Koba upucao shvaćajući da je njegovo mišljenje o tome da su svi majmuni bolji od ljudi bilo naivno te da majmuni mogu biti nasilni jednako kao i ljudi. Malcolm napušta skupinu i kreće u grad kako bi pronašao medicinske lijekove za Cezara. Dok ih traži Malcolm se susreće s Plavookim; nezadovoljan Kobinim vodstvom, mladi majmun poštedi Malcolmov život te se vrati kući s njim gdje se pomiruje s ocem. Cezara uskoro uhvati nostalgija nakon što vidi stari video isječak iz njegovog djetinjstva na kojem su snimljeni on i njegov bivši vlasnik i očinska figura Will Rodman. Uskoro svi zajedno iskuju plan: Plavooki se vraća u toranj i oslobađa ljude iz kaveza te majmune odane Cezaru koje Malcolm kroz podzemlje neopažene vodi do tornja. Nakon što to uspije, Malcolm se susreće s Dreyfusom koji ga obavještava da su stupili u radijsku vezu s ostalim preživjelima u vojnoj bazi na sjeveru i koji se nalaze na putu da im pomognu u borbi protiv majmuna. U isto vrijeme Cezar se suočava s Kobom na vrhu tornja, ali dok se njih dvojica bore Dreyfus detonira eksploziv C-4 koji je postavio u podnožje tornja. U eksploziji Dreyfus pogiba, a dio tornja se urušava. Cezar uspijeva svladati Kobu i dok visi s tornja moleći za milost, Koba podsjeća Cezara na zakon da "majmun ne ubija drugog majmuna" na što mu Cezar odgovara da Kobu više ne smatra majmunom te ga pušta da umre.
Malcolm obavještava Cezara o ljudima koji dolaze sa sjevera uz vojna pojačanja te se obojica slažu da je prilika za mir propuštena. Cezar govori Malcolmu da ljudi nikada neće oprostiti majmunima za rat koji su započeli i savjetuje mu da s obitelji napusti područje radi sigurnosti. Kako Malcolm odlazi, Cezar stoji pred hordom majmuna koji kleče, čekajući nadolazeći rat.

## Glumačka postava

### Majmuni
- Andy Serkis kao Cezar, čimpanza i vođa majmuna.
- Toby Kebbell kao Koba, bonobo i Cezarov izdajnički savjetnik. U prethodnom nastavku njegov lik tumačio je Christopher Gordon.
- Nick Thurston kao Plavooki, čimpanza, prvi sin Cezara i Cornelije.
- Karin Konoval kao Maurice, bornejski orangutan, Cezarov prijatelj i savjetnik.
- Terry Notary kao Rocket, čimpanza, Cezarov prijatelj i Ashov otac.
- Doc Shaw kao Ash, čimpanza, Rocketov sin i najbolji prijatelj Plavookog.
- Judy Greer kao Cornelia, čimpanza, Cezarova žena, majka Plavookog i njihovog novorođenog sina Mila. Njezin lik u prethodnom nastavku tumačila je Devyn Dalton.
- Lee Ross kao Grey, čimpanza i sljedbenik Kobe.

### Ljudi
- Jason Clarke kao Malcolm, vođa male skupine ljudi koji su stvorili snažnu povezanost s Cezarom i drugim majmunima.
- Gary Oldman kao Dreyfus, vođa preživjelih ljudi u San Franciscu.
- Keri Russell kao Ellie, bivša medicinska sestra u Centru za zarazne bolesti i Malcolmova supruga.
- Kodi Smit-McPhee kao Alexander, Malcolmov sin iz prethodnog braka.
- Kirk Acevedo kao Carver, bivši radnik na hidroelektrani u San Franciscu i član Malcolmove skupine.
- Jon Eyez kao Foster, član Malcolmove skupine.
- Enrique Murciano kao Kemp, član Malcolmove skupine.
- Jocko Sims kao Werner, radio operater ljudske kolonije.
- Keir O'Donnell kao Finney, Dreyfusov saveznik.
- Kevin Rankin kao McVeigh, čuvar u oružarnici.
- Lombardo Boyar kao Terry, čuvar u oružarnici.
- James Franco kao Will Rodman, iz prethodnog nastavka u cameo ulozi u video isječku koji prikazuje Cezarovo djetinjstvo.

## Produkcija

### Razvoj projekta
Nakon što je u kinodistribuciju krenuo film Planet majmuna: Postanak, redatelj Rupert Wyatt na upit o mogućim nastavcima je izjavio: "Vjerujem da smo ovaj film završili s određenim pitanjima koja su ostala visjeti u zraku što smatram poprilično uzbudljivim. Moje je mišljenje da se svakakvi nastavci mogu snimiti na temelju ovog filma koji je zapravo samo početak." Scenarist i prodcuent Rick Jaffa također je napomenuo da film Planet majmuna: Postanak u svojoj priči sadržava materijale za moguće nastavke u budućnosti: "Vjerujem da smo ovim filmom izgradili temelj za buduće nastavke. Pokušavamo posaditi sjeme za mnogo stvari koje se mogu prikazati u budućim filmovima."
U intervjuu objavljenom nakon početka kinodistribucije filma Planet majmuna: Postanak redatelj Wyatt je izjavio: "Želimo buduće filmove napraviti još većima, još razvijenijima od originala iz 1968. godine". Wyatt je također nadodao da želi radnju smjestiti 8 godina nakon događaja iz prethodnog nastavka, jer u tom razdoblju može biti rođena kompletna nova generacija majmuna, a također je želio istražiti dinamiku odnosa Cezara i Kobe. Prema izjavi scenarista Ricka Jaffe verzija svermiskog broda iz originalnog filma iz 1968. godine naziva Ikar namjerno je bila ubačena u film Planet majmuna: Postanak kako bi već tad uputila na mogući nastavak.
U studenom 2011. godine Andy Serkis postao je prvi glumac koji je potvrdio sudjelovanje u filmu Planet majmuna: Revolucija. Za tu ulogu navodno je dobio "poprilično veliku sedmeroznamenkastu cifru". Dana 15. svibnja 2012. godine najavljeno je da će Scott Z. Burns prepraviti scenarij kojeg su originalno napisali Rick Jaffa i Amanda Silver (scenaristi filma Planet majmuna: Postanak). Dana 31. svibnja 2012. godine kompanija 20th Century Fox službeno je najavila snimanje nastavka naziva Planet majmuna: Revolucija i odredila datum početka kinodistribucije za 23. svibnja 2014. godine.
Dana 17. rujna 2012. godine pojavili su se napisi da redatelj Wyatt razmišlja o odlasku iz projekta zbog vlastite zabrinutosti da mu datum početka distribucije za svibanj 2014. godine neće dati dovoljno vremena da napravi film onako kvalitetno kako želi. Dana 1. listopada iste godine na mjesto redatelja uskočio je Matt Reeves (redatelj filma Cloverfield). Reeves je do tada radio na razvoju novog filma u serijalu Zona sumraka. Dana 18. listopada Mark Bomback, scenarist filma Živi slobodno ili umri muški unajmljen je kako bi prepravio scenarij. Dana 20. lipnja 2013. godine najavljeno je da se datum početka kinodistribucije filma prebacuje za 18. srpnja 2014. godine, a dana 10. prosinca 2013. datum je pomaknut za tjedan dana ranije - na 11. srpnja.

### Dodjela uloga
U prosincu 2012. godine, nakon odlaska redatelja Wyatta iz projekta, James Franco je izjavio da vrlo vjerojatno niti on neće nastupiti u nastavku filma: "Rupert više nije dio projekta pa nisam niti sam siguran što će biti. Vjerujem da neću biti u filmu. Nitko nije sa mnom razgovarao u vezi s filmom otkad je Rupert otišao". Kasnije je novi redatelj Matt Reeves otkrio da će Franco biti prisutan u filmu u cameo ulozi. Freida Pinto, glumica koja je tumačila lik Caroline Aranhe u filmu Planet majmuna: Postanak potvrdila je da neće nastupiti u njegovom nastavku. U travnju 2014. godine, na upit novinara IGN-a u vezi sudbine likova Franca i Pinterice, producent Dylan Clark je odgovorio: "Njihovi likovi su umrli... Oni su, praktički, bili pokretači virusa."
U veljači 2013. godine glumci Gary Oldman, Jason Clarke i Kodi Smit-McPhee dobili su glavne uloge u filmu radnjom smještenom deset godina nakon događaja iz svog prethodnika. U ožujku 2013. godine Keri Russell je također dobila ulogu u filmu. Istog mjeseca Judy Greer je dobila ulogu Cornelije, ženske čimpanze i Cezarove žene. Toby Kebbell, Enrique Murciano i Kirk Acevedo pridružili su se glumačkoj postavi tijekom snimanja filma. Dana 15. svibnja 2013. godine Jocko Sims je dobio sporednu ulogu vojnog operativca Wernera.

### Snimanje
Snimanje filma započelo je u travnju 2013. godine oko grada Campbell River (British Columbia). Lokacije u Vancouver Islandu bile su izabrane zbog sličnosti s lokacijama opisanima u filmu, šumama i raznim okolišem. Snimanje u New Orleansu započelo je u svibnju 2013. godine i trajalo je sve do srpnja na raznim lokacijama.

## Distribucija
Film Planet majmuna: Revolucija svoju je premijeru imao u Palace of Fine Arts u San Franciscu (Kalifornija) dana 26. lipnja 2014. godine. Dva dana kasnije projekcija filma službeno je označila završetak međunarodnog filmskog festivala u Moskvi.
U Mađarskoj je najveći kinoprikazivački lanac Cinema City imao problema tijekom dogovora sa službenim distributerom filma InterComom pa je film svoju kinodistribuciju u toj zemlji započeo 17. srpnja 2014. godine na samo 45 ekrana - izrazito malo kada su u pitanju holivudski blockbusteri. Međutim, film je uspio zasjesti na prvo mjesto gledanosti u prvom vikendu prikazivanja te svrgnuti s trona film Transformers: Doba izumiranja koji su do tada bili tri tjedna za redom na prvom mjestu (i prikazivali se na 105 ekrana diljem zemlje).

### Marketing
Viralna marketinška kampanja za film krenula je u srpnju 2013. godine, a uključivala je internetsku stranicu simian flu te kratke video blogove. Kompanije 20th Century Fox i Vice Media's Motherboard snimile su tri kratka online filma u srpnju 2014. godine koji su dokumentirali radnju u razdoblju od 10 godina, a koja se odvija između dva filma. Novela naziva Dawn of the Planet of the Apes: Firestorm, a čija je radnja također smještena u tom razdoblju izdana je u svibnju 2014. godine.

## Priznanja

### Zarada na kinoblagajnama
Film Planet majmuna: Revolucija ostvario je odličan financijski rezultat, a mnogi kritičari proglasili su ga "najboljim ljetnim filmom koji služi za zabavu". Samo u Sjevernoj Americi film je zaradio 208.545.589 dolara dok je u ostatku svijeta zaradio dodatnih 500.290.000 dolara čime njegova sveukupna kinozarada do danas iznosi 708.835.589 dolara. Internetska stranica deadline.com izračunala je da je nakon odbitka svih troškova film zaradio 182.18 milijuna dolara čistog profita. U svom prvom vikendu prikazivanja u svjetskim kinima film je utržio 103.3 milijuna dolara što ga je smjestilo na 11. mjesto najboljih kinootvaranja 2014. godine. Svojom sveukupnom svjetskom kinozaradom Planet majmuna: Revolucija postao je najgledaniji film vlastite franšize te deveti najgledaniji film 2014. godine.
U SAD-u i Kanadi film Planet majmuna: Revolucija najgledaniji je film iz vlastite franšize kada se ne računa inflacija cijena kinoulaznica i osmi najgledaniji film 2014. godine. Sa svojom službenom kinodistribucijom film je krenuo 11. srpnja 2014. godine u 3.967 kina, a samo u prvom danu prikazivanja utržio je 27.7 milijuna dolara (uključujući i pretpremijerne projekcije). U prvom vikendu prikazivanja (koje se obično sastoji od tri dana) film je zasjeo na prvo mjesto box-officea sa zaradom od 72.6 milijuna dolara (33% više od prethodnog nastavka). Internetska stranica Box Office Mojo istaknula je da razloge ovako jake zarade u prvom vikendu kinoprikazivanja treba potražiti u činjenici što su ga prvi gledatelji pozitivno ocijenili (tzv. "word of mouth"), kao i u tome što je prethodni film bio poprilično kvalitetan, a i dodani su mračniji tonovi i zanimljivi novi likovi. Na prvom mjestu box-officea film se zadržao dva tjedna za redom u Sjevernoj Americi.
Film Planet majmuna: Revolucija u ostatku je svijeta u svom prvom vikendu prikazivanja zaradio dodatnih 31.3 milijuna dolara na sveukupno 4.913 ekrana u 26 država od kojih je u četrnaest zasjeo na prvo mjesto box-officea. U Hrvatskoj je film s kinodistribucijom krenuo 17. srpnja, a u prvom ga je vikendu pogledalo 14.751 gledatelja dok ga je do kraja distribucije u kinima vidjelo sveukupno 48.384 ljudi. Izvan Sjeverne Amerike film je dva tjedna za redom bio na prvom mjestu najgledanijih filmova u kinima.

### Kritike
Film Planet majmuna: Revolucija pobrao je hvalospjeve filmske kritike. Na internetskoj stranici Rotten Tomatoes koja se bavi prikupljanjem kritika, film ima 90% pozitivnih ocjena temeljenih na 257 zaprimljenih tekstova uz prosječnu ocjenu 7.9/10 i konsenzus kritičara: "Uz inteligenciju i emotivnu rezonancu koji u potpunosti idu uz dlaku fantastičnim specijalnim efektima, Planet majmuna: Revolucija svojom kvalitetom nadjačava vlastitog prethodnika uz uzbudljive i ambiciozne znanstveno-fantastične elemente." Na drugoj internetskoj stranici koja se također bavi prikupljanjem filmskih kritika - Metacritic - film Planet majmuna: Revolucija ima prosječnu ocjenu 79/100 temeljenu na 48 zaprimljenih tekstova.
Kritičar Guy Lodge u magazinu Variety je napisao: "Više nego zadovoljavajući nastavak Planeta majmuna: Postanak iz 2011. godine koji je sam po sebi bio bolji od očekivanog, ovaj živopisan i nasilan nastavak priče o majmunu Cezaru nadmašuje svog prethodnika u gotovo svakom tehničkom i konceptualnom aspektu, a Matt Reeves svojom sigurnom redateljskom rukom i žanrovskim elanom nadmašuje Ruperta Wyatta, redatelja prvog dijela." Todd McCarthy iz Hollywood Reportera napisao je da film "fantastično uspijeva u najmanje tri stvari koje je samostalno teško ostvariti: zadržati napetost priče od dva sata, ozbiljno poboljšati vrlo dobar početak franšize i producirati moćnu ljudskost koristeći majmunske likove. A što se vječnog razgovora o filmskim nastavcima tiče, Revolucija je za Postanak danas ono što je Carstvo uzvraća udarac bilo za Novu nadu. Da, toliko je bolji od svog prethodnika." Tim Robey iz Daily Telegrapha napisao je: "U filmu je vidljiva evidentna strpljivost i inteligencija kao i sudjelovanje s raznim idejama o diplomaciji, zastrašivanju, zakonu i vodstvu. Impresivno je koliko je film ispao dobar." Drew McWeeny iz HitFixa dao je filmu ocjenu "5+" i nadodao: "Revolucija nije samo dobar žanrovski film ili dobar ljetni hit. To je odličan znanstveno-fantastični film, točka, i općenito jedan od najboljih filmova godine."
Ty Burr iz Boston Globea napisao je da "u držanju, govoru i agonizirajućoj ekspresivnosti, Serkisov Cezar prenosi konflikte s kojima se suočava kralj s gotovo šekspirijanskom veličanstvenošću". A. O. Scott iz New York Timesa hvalio je film zbog fantastičnog postizanja ravnoteže između akcijskih sekvenci i specijalnih efekata uz snažnu priču te nadodao: "Planet majmuna: Revolucija je puno više od napetih akcijskih scena, emotivnih udaraca i humora aranžiranih u predvidljivu priču. To je tehnički impresivno ostvarenje koje je istovremeno i uzbudljivo, ali koje nas također tjera i na razmišljanje te čak i na zabrinutost."
Međutim, nisu svi kritičari bili oduševljeni filmom. Andrew O'Hehir, kritičar internetske stranice Salon.com napisao je: "Evo pravila koje mi je postalo kristalno jasno: svaki film koji počinje s lažnom montažom vijesti koje donose novosti o nadolazećoj apokalipsi loš je i prije nego što je uopće počeo. Ovaj film trudi se ne postati dio tog koša, ali na kraju ipak spektakularno pada."

### Izdanja za kućno kino
Kompanija 20th Century Fox Home Entertainment izdala je film Planet majmuna: Revolucija na Blu-rayu i DVD-u dana 2. prosinca 2014. godine. Prema podacima Nielsen VideoScan film je u konačnici postao najprodavanije izdanje za kućno kino toga tjedna.

## Nastavak
Dana 6. siječnja 2014. godine kompanija 20th Century Fox objavila je da će se snimati i treći nastavak koji će također režirati Matt Reeves, a napisati Mark Bomback te da će film s kinodistribucijom krenuti u srpnju 2016. godine. Iako se prema nekim glasinama zaključilo da će novi film nositi jednostavan naslov Planet majmuna još uvijek nije objavljen službeni naziv trećeg filma. U siječnju 2015. godine kompanija Fox je odgodila početak kinodistribucije filma za 14. srpnja 2017. godine.

## Vanjske poveznice
- Planet majmuna: Revolucija u internetskoj bazi filmova IMDb-a
- Planet majmuna: Revolucija na Box Office Mojo
- Planet majmuna: Revolucija na Rotten Tomatoes